# Wolfgang Sorge (Journalist)
Wolfgang Sorge (* 14. Oktober 1891 in Schöneberg; † 31. Oktober 1941 in Shanghai) war ein deutscher Privatgelehrter, Schriftsteller und Journalist.

## Leben
Als Sohn des Kaufmanns Georg Sorge und seiner Ehefrau Marie Arndt besuchte er das Gymnasium und studierte die Fächer Philosophie, Geschichte und Anthropologie an den Universitäten von Berlin, Paris und Kopenhagen. In Privatstudien befasste er sich mit den Kulturerscheinungen des 18. Jahrhunderts.
Auf ausgedehnten Auslandsreisen betätigte Sorge sich als Schriftsteller mit politischen Fragestellungen und berichtete von 1915 bis 1919 aus Stockholm für verschiedene Zeitungen. 1919 unternahm er Reisen in die Sowjetunion und nach Ungarn, im folgenden Jahr nach Polen und in die baltischen Staaten und 1921 in die Staaten des Balkans und wiederum nach Polen.
Seine Privatstudien über das 18. Jahrhundert ermöglichten ihm einige Übersetzungen klassischer Werke ins Deutsche, zusätzlich übersetzte Sorge u. a. eine Biographie Napoleons von Sir Walter Scott. Im Pressekonzern des August Scherl Verlags nahm er die Position eines Schriftleiters ein. Als Reporter der Zeitung Berliner Lokal-Anzeiger betätigte er sich in den dreißiger Jahren in China, der Mandschurei und der Sowjetunion. Sorge sprach fließend Russisch.

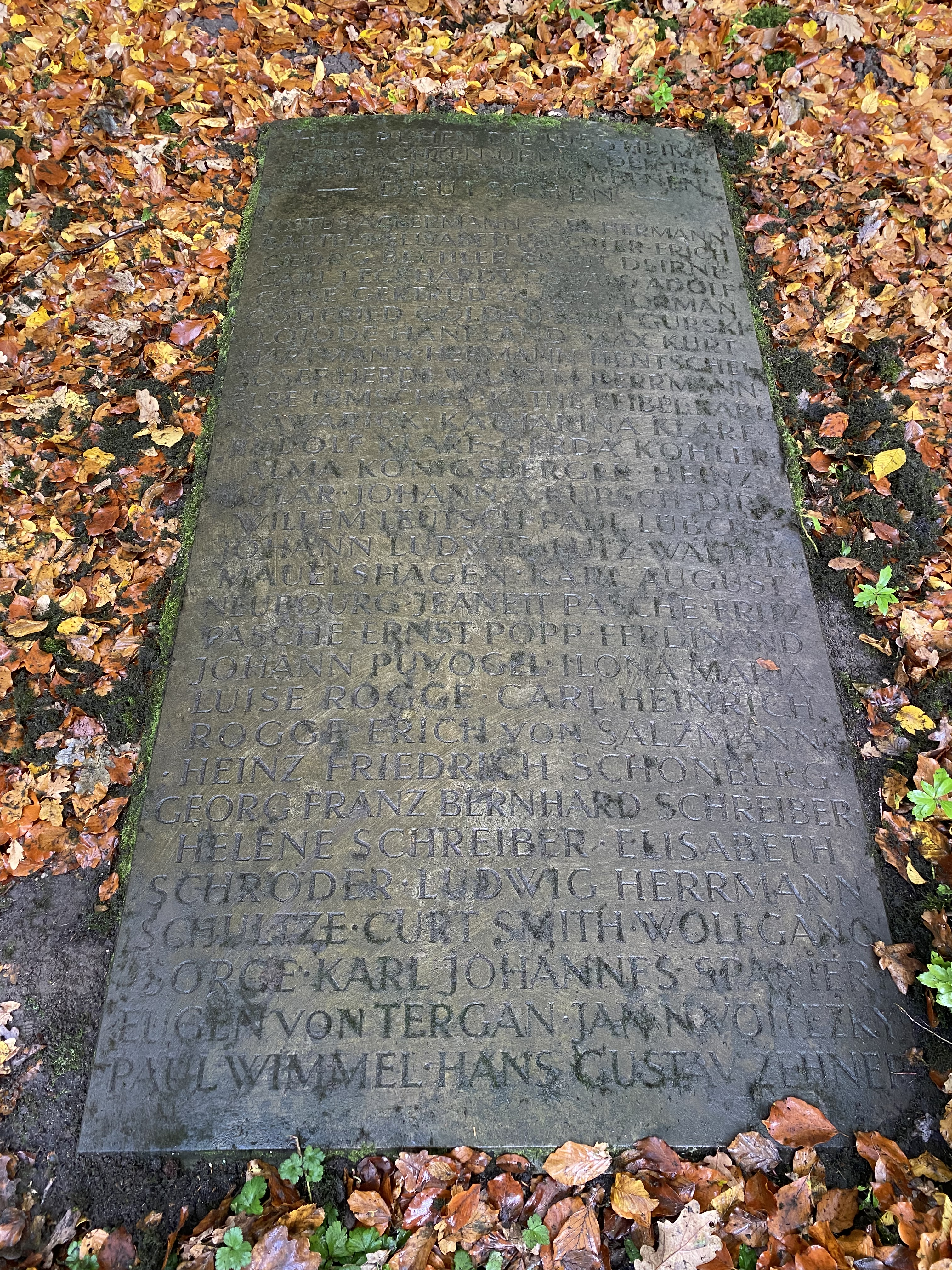
Gemeinschaftsgrab auf dem Friedhof Ohlsdorf

Die Sektion des britischen Geheimdienstes betrachtete ihn als deutschen Agenten, da er ausgezeichnete Kenntnisse und Beziehungen zu chinesischen und mandschurischen Institutionen und Gruppen hatte und außerdem oft in die Sowjetunion fuhr. In Harbin hatte Sorge Kontakt mit dem Journalisten und russischen Spion Richard Sorge. Richard Sorge verdächtigte ihn, ein Agent der Nationalsozialisten zu sein, so warnte er seinen Mitarbeiter Max Clausen extra vor Wolfgang Sorge.
Gemäß einer Aufstellung der Devisenabteilung der Reichspressekammer vom 19. September 1936 erhielt Sorge monatlich Devisen von umgerechnet 600 Reichsmark in bar zugesandt.
Er war mit Eugénie Chessin verheiratet. Wolfgang Sorge verstarb am 31. Oktober 1941 in Shanghai an den Folgen einer Angina Pectoris. Die Urne wurde zunächst in der Deutschen Kirche in Shanghai aufgebahrt und später auf Initiative des Kaufmanns und Mäzens Hans Wilhelm Siegel gemeinsam mit den sterblichen Überresten von knapp 50 weiteren Personen nach Deutschland überführt und in einer vom Ostasiatischen Verein angelegten Grabstätte auf dem Hamburger Friedhof Ohlsdorf im Planquadrat AA 19 beigesetzt.

## Schriften (Auswahl)
- Miguel de Cervantes, Des scharfsinnigen Junkers Don Quixote Leben und Rittertaten, als Übersetzung, Berlin 1912
- Geschichte der Prostitution, Berlin 1919
- Krieg entbrennt am Pazifik,  Berlin 1934
- Erlebtes Mandschukuo – Die Jugend eines altneuen Kaiserreiches, Berlin 1938